# Antoniusbasilika (Manzanares)

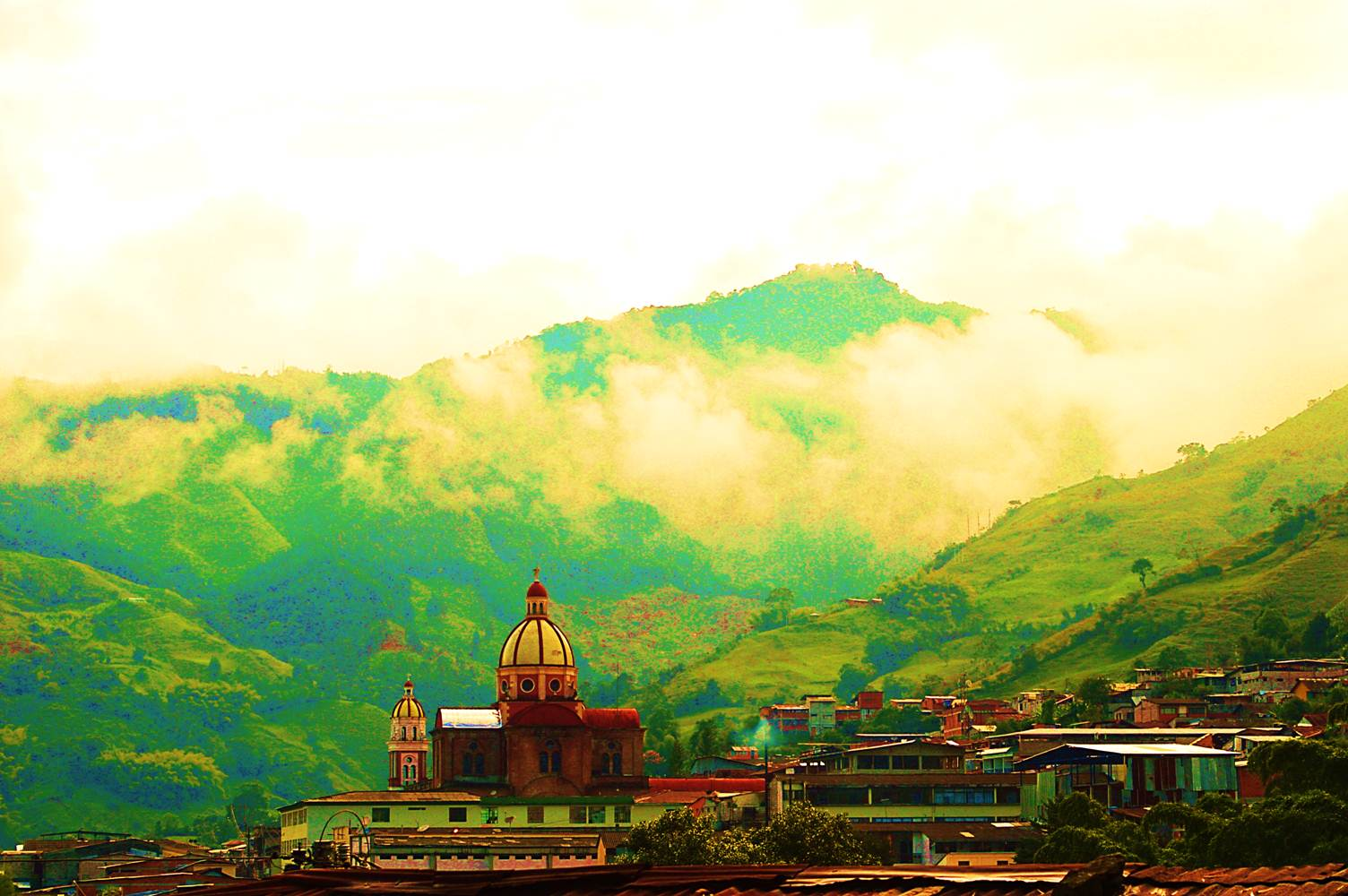
Basilika in Manzanares

Die Antoniusbasilika (spanisch Basilica San Antonio de Padua) ist eine Pfarrkirche in Manzanares im Osten von Caldas, Kolumbien. Sie ist Antonius von Padua gewidmet und trägt den Titel einer Basilica minor.

## Geschichte
Bei einer Bevölkerung von 400 Einwohnern wurde 1866 in Manzanares eine eigenständige Pfarrei gegründet, ihre einfache Kirche war strohgedeckt. Im Jahr 1902 begann der deutsche Priester Antonio María Hartman mit dem Bau einer gemauerten Kirche mit einem Ziegeldach und Kirchturm. Die Kirche wurde ab 1916 von Augustiner-Rekollekten fertiggestellt. Sie besaß einen Hochaltar und Bilder von Antonius von Padua und Franz von Assisi. Am 18. November 1945 zerstörte ein Feuer die Kirche und ließ nur die Steinsäulen und die Front stehen.

## Bauwerk

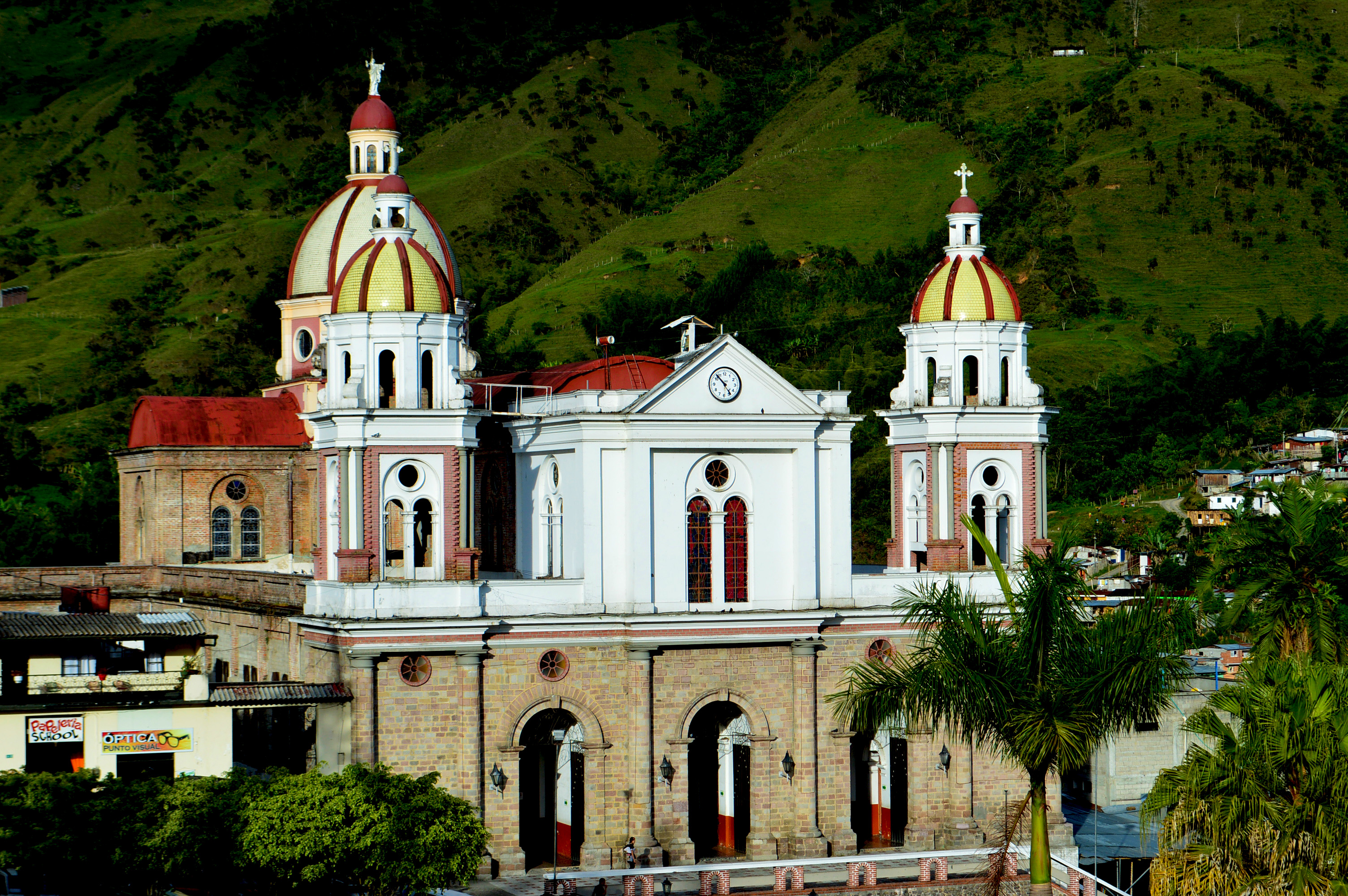
Fassade

Die heutige Kirche wurde durch den Baumeister Pablo Díaz in Stahlbeton und Ziegelstein ausgeführt. Der Bau wurde 1945 nach dem Brand begonnen und 1967 ohne den zuvor geplanten mittleren Turm fertiggestellt.
Die dreischiffige Kirche bietet bei einer maximalen Höhe von 42 Metern auf einer Länge von 59 Metern und einer Breite von 32,5 Metern eine Kapazität von fast 800 Sitz- und 600 Stehplätzen. Einer der beiden Kirchtürme neben dem Eingang fungiert als Glockenturm. Oben im Eingangsportal ist eine große Uhr zum Park hin angebracht. Über der Vierung wurde eine hohe Kuppel errichtet, auf der eine zwei Meter hohe Christkönigsstatue steht.

## Ausstattung
Der hölzerne Hauptaltar ist dem Schutzheiligen Antonius von Padua gewidmet und befindet sich im Mittelschiff. Das Innere der Kuppel ist umfangreich dekoriert, im oberen Teil sind die Bilder der vier Evangelisten zu sehen. Die etwa vierzig künstlerischen Glasfenster wurden in Cali erworben und von Velasco hergestellt.

## Basilica minor
2013 wurde von Gemeindemitgliedern das Projekt zum Erhalt des Titels einer Basilica minor gestartet. Pfarrer Yonny Quintana Niño zeigte den problematischen Zustand der Kirche auf, die notwendigen Renovierungen wurden angegangen. Bereits 2015 erhielt die Gemeinde die Nachricht, dass Papst Franziskus der Kirche den Rang verliehen habe. 2017 wurde die Rangerhebung feierlich vollzogen.